# Zadní Chodov
Zadní Chodov è un comune della Repubblica Ceca facente parte del distretto di Tachov, nella regione di Plzeň.